# Єрестна
Єре́стна (рос. Ерестная) — присілок (в минулому село) у складі Кожевниковського району Томської області, Росія. Входить до складу Чилінського сільського поселення.

## Населення
Населення — 262 особи (2010; 316 у 2002).
Національний склад (станом на 2002 рік):
- росіяни — 86 %